# Centre de recherche en prévision numérique
Pour les articles homonymes, voir RPN.
Le Centre de recherche en prévision numérique (RPN) est une division de recherche sur les modèles numériques de prévision du temps du Service météorologique du Canada. Il est situé dans le locaux du Centre météorologique canadien à Dorval, Québec. Il comprend une équipe multi-disciplinaire de physiciens, mathématiciens, météorologues, chimistes, informaticiens, etc. qui essaient d'améliorer la paramétrisation des équations primitives atmosphériques dans les modèles roulées sur le superordinateur du centre.

## Contributions
Ses chercheurs et programmeurs ont contribué de façon significative depuis les années 1960, au niveau national et international, dans leur domaine. Notons en particulier la contribution d’André Robert, l'un des pionniers dans la prévision numérique, qui fut un des directeurs du RPN.
RPN développe des modèles pour résoudre les problèmes de prévision environnementale et atmosphérique. Ces modèles permettent de faire des simulations tant pour le court terme pour la prévision météorologique, qu'à long terme pour l'étude des changements climatiques. Il développe également des modèles de dispersion des polluants et des cendres volcaniques.
Le RPN travaille aussi en collaboration avec d'autres centres à travers le monde comme le Weather Prediction Center des États-Unis, le Centre européen de prévision météorologique à moyen terme, le Consortium for Small Scale Modeling européen et le National Center for Atmospheric Research pour faire avancer les connaissances dans le domaine de la prévision numérique du temps.

## Structure
Le RPN comporte sept groupes de recherche :
- Modèle communautaire
- Grande échelle : maintient et améliore le système de prévision à large échelle et moyenne échéance dont dépendent les composantes régionales et locales du système de prévision canadien ;
- Méso-échelle : développement de versions à méso-échelle du modèle régional et de la physique adaptée à ces échelles ;
- Couplage de modèles : section travaillant à arrimer les modèles de prévision numérique ayant différentes grilles (de grossière à fines) afin de les faire échanger les données sans effets indésirés ;
- Projet ÉOLE : débuté en 2000, il vise à fournir des outils météorologiques pour le développement de l'industrie de l'énergie éolienne au Canada et ailleurs dont une cartographie de la distribution climatologique du vent de basse couche à la méso et micro-échelle ainsi que la prévision à court terme (48h) de la puissance éolienne pour des ensembles de turbines installée ;
- Méthodes numériques : amélioration de l'efficacité des calculs, développement de l’analyse quadridimensionnelle des modèles et de l'utilisation de la mémoire distribuée sur les superordinateurs d’Environnement Canada ;
- Méthodes statistiques : recherche et développement de méthodes pour le traitement statistiques des sorties des modèles de prévision météorologique numérique pour en tirer des valeurs de températures, ensoleillement, précipitations, prévision d'exposition aux ultra-violets et autres paramètres à des points précis du globe terrestre afin de tenir compte des effets locaux non modélisés.